# Gabriel Steinböck

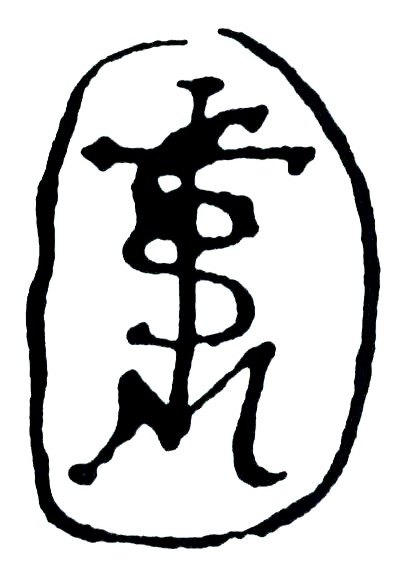
Steinmetzzeichen Gabriel Matthias Steinböck

Gabriel Steinböck (auch Gabriel Matthias; * 1705 in Eggenburg, Niederösterreich; † 1764 in Wien) war ein österreichischer Steinmetzmeister und Bildhauer des Barock. Er wurde kaiserlicher Hof-Steinmetzmeister und Obervorsteher der Wiener Bauhütte.

## Leben
Gabriel wurde in eine Steinmetzfamilie geboren, der Vater Andreas Steinböck war Steinmetzmeister in Eggenburg, die Mutter Maria Anna Steinbauerin, insgesamt waren fünf Brüder und vier Schwestern. Der Vater bildete Gabriel selbst zum Steinmetzen aus und sprach ihn am 15. April 1725 zum Gesellen und Bruder der Eggenburger Bruderschaft frei. Er heiratete Catharina Köchlin, die Witwe des Wiener Steinmetzmeisters Philipp Köchl, der 1729 verstorben war. Erstmals 1732 als Steinmetzmeister bezeichnet. Durch diese Heirat übernahm er die Steinmetzhütte Köchls, und der Weg war frei Meister der Wiener Haupthütte zu werden.
Zwei ihrer Söhne führten das Steinmetzhandwerk weiter, die Meister Franz Joseph Steinböck (* 1732) und Stefan Gabriel (* 1737).

### Meister der Wiener Bauhütte
Am 14. Februar 1730 erhielt der Steinmetzgeselle Gabriel Steinböck die Stücke zur Erlangung der Meisterschaft. Der „Supplikant“ hat zugesagt, alles auszustehen was andere ausgestanden. Zuerst einen gewundenen Schnecken mit allem Zubehör. Eine Wällische Haube, ein sauberes Portal aus den 5 Sorten der Säulen (Auszug). Bei der Bewertung durch den Stückmeister am 17. August 1730 ist ihm die Gebühr von 50 Reichstaler auferlegt worden.

## Umbauarbeiten im Palais Esterházy
Der Esterházysche Verwalter Michael von Röhrig betraute im Vertrag vom 15. Mai 1745 den bürgerlichen Steinmetzmeister Gabriel Matthias Steinböck mit der Herstellung des neuen Portals für das Palais.
Weiters beauftragte er die Wiener Meister Johann Georg Sebastian Knox, Franz Wasserburger und Gabriel Steinböck mit der Erbauung einer neuen Stiege. Zu all dem waren große Lieferungen von hartem Kaisersteinbrucher Stein erforderlich, die in der nachfolgenden Inventur belegt sind.

## Lieferungen aus dem kaiserlichen Steinbruch
Nach dem Ableben des Kaisersteinbrucher Steinmetzmeisters Maximilian Koch am 11. Februar 1750 erfolgte eine herrschaftliche Inventur, darin wurden Steinlieferungen an die Wiener Meister Franz Wasserburger und Gabriel Steinböck dokumentiert.
Am 16. März 1756 starb Elisabeth Gehmacherin, Ehefrau des Kaisersteinbrucher Steinmetzmeisters Johann Gehmacher. Sie stammte aus einer Wiener Baumeisterfamilie, er hatte das Handwerk in der Wiener Bauhütte gelernt. Ihr Inventarium belegte die Lieferung von Steinmetzarbeiten nach Wien an die Steinmetzmeister Gabriel Steinböck und Sohn Franz Joseph Steinböck, an Franz Wasserburger und Andreas Högl, ein Neffe von Hof-Steinmetzmeister Elias Hügel.

## Umbauarbeiten im Schloss Schönbrunn
Maria Theresia veranlasste Umbauarbeiten im Schloss Schönbrunn. Die Geheimen Zahlamtsbücher des Jahres 1753 belegen .. Ausgaab auf bezahlte k.k. Hofbauamts-Schulden von Anno 1750, 1751 bis letzten Decembris 1752 u. a. für die vier Steinmetzmeister: Matthias Winkler, Johann Ferdinand Mödlhammer, Gabriel Steinböck und Johann Baptist Regondi. Regondi, aus dem kaiserlichen Steinbruch, lieferte u. a. Stiegenstufen aus hartem Kaiserstein für neu anzulegende Treppenhäuser.

## Marmor-Grabmal für Prinz Eugen von Savoyen

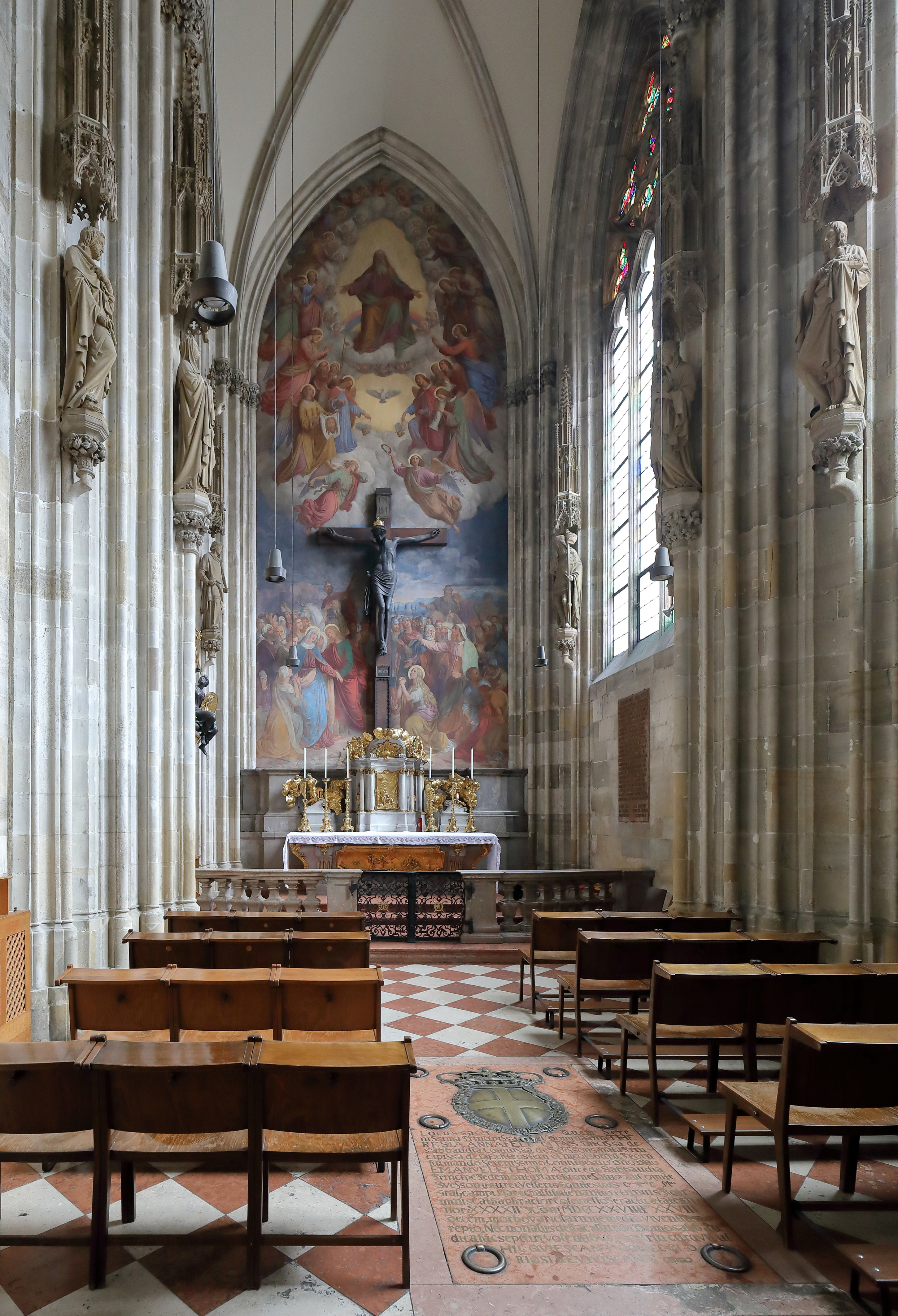
Prinz Eugen-Kapelle

Maria Theresia Anna Felicitas Herzogin von Savoyen-Carignan, geb. Prinzessin Liechtenstein, ließ für ihren im Jahre 1736 verstorbenen Onkel Prinz Eugen von Savoyen im Wiener Stephansdom 1752 ein Marmor-Grabmal errichten. Ausführende Künstler Joseph Wurschbauer als Bildhauer und Goldschmied, als Steinmetz Gabriel Steinböck.
Nach dem Ableben von Meister Matthias Winkler wurde Gabriel Steinböck 1753 Nachfolger als kaiserlicher Hof-Steinmetzmeister.

## Kapuzinergruft
Gabriel Steinböck erhielt 1754 Zahlungen vom kaiserlichen Kammerzahlamt u. a. für die Lieferung roter Marmorplatten zum Sarg der Gräfin Fuchs. Auf ausdrücklichen Wunsch Maria Theresias wurde die Gräfin als einzige Nicht-Habsburgerin in der Kapuzinergruft beigesetzt.
Auf dem Rathaus in Wien wählten ihn die Meister für 1758 zum Obervorsteher der Wiener Bauhütte.